# Lophorina
Lophorina é um gênero de aves da família Paradisaeidae das aves do paraíso endêmicas da Nova Guiné, anteriormente contendo uma única espécie, mas a partir de 2017, contendo três espécies.

## Descrição
Todos os membros ostentam um corpo preto a preto encontrado apenas em machos, enquanto suas contrapartes femininas ostentam partes superiores marrons (a tonalidade depende da espécie) com partes inferiores barradas; eles têm um bico relativamente longo a curto, esguio, semelhante a um corvo e vários ornamentos. Todas as três espécies têm uma capa distinta encontrada na nuca que empurram para frente, uma coroa azul-esverdeada iridescente e um escudo peitoral iridescente azul-esverdeado que parece estar "sorrindo" (L. superba) e "franzindo a testa" (L. niedda) queos machos usam para cortejar as fêmeas. Quando se trata do namoro da loforina feminina, os machos tendem a começar a agachar-se, mostrando uma exibição repetida de seu escudo mamário e um movimento exagerado para baixo para mostrar sua coroa para a fêmea. Durante uma exibição de alta intensidade, o macho também ventilará sua capa de nuca, formando um semicírculo acima da cabeça, e ao redor do escudo mamário, tudo enquanto pula ao redor da fêmea.  Quando em plena exibição, os pássaros parecem um personagem de desenho animado de outro mundo com um rosto totalmente preto, olhos azuis e boca azul enquanto tentam ao máximo pular e dançar ao redor de um parceiro em potencial.

## Taxonomia
O gênero Lophorina foi introduzido em 1816 pelo ornitólogo francês Louis Pierre Vieillot para uma única espécie, a grande lophorina . Esta é agora a espécie-tipo . O nome do gênero combina o grego antigo lophos que significa "crista" ou "tufo" com rhis, rinocerontes que significa "narinas. O conteúdo deste gênero e de Ptiloris é baseado em um estudo filogenético molecular publicado em 2017.
O gênero contém três espécies: 
- Lophorina maior ( Lophorina superba )
- Lophorina de capa crescente ( Lophorina niedda )
- Lophorina menor ( Lophorina menor )